# Mistrovství Evropy v zápasu řecko-římském 1991
Mistrovství Evropy v zápasu řecko-římském 1991 se konalo v německém Aschaffenburgu.

## Výsledky

### Muži
| Kategorie | Zlato                | Stříbro            | Bronz               |
| --------- | -------------------- | ------------------ | ------------------- |
| 48 kg     | József Faragó        | Serguei Suvorov    | Nuran Pelikian      |
| 52 kg     | Bratan Cenov         | Dariusz Paiskowski | Alfred Ter-Mkrtčjan |
| 57 kg     | Alexandr Ignatenko   | Marian Sandu       | Rıfat Yıldız        |
| 62 kg     | Włodzimierz Zawadzki | Mario Büttner      | Gennadij Atmakin    |
| 68 kg     | Kamandar Madžidov    | Marthin Kornbakk   | Attila Repka        |
| 74 kg     | Mnacakan Iskandarjan | Tuomo Karila       | Torbjörn Kornbakk   |
| 82 kg     | Péter Farkas         | Pavel Frinta       | Thomas Zander       |
| 90 kg     | Pavel Potapov        | Ivailo Yordanov    | Tibor Komáromi      |
| 100 kg    | Sergej Děmjaškevič   | Andreas Steinbach  | Sándor Major        |
| 130 kg    | Alexandr Karelin     | Tomas Johansson    | György Kékes        |